# Grant Holt
Grant Holt (Carlisle, 12 aprile 1981) è un allenatore di calcio, ex calciatore ed ex wrestler inglese, di ruolo attaccante.

## Carriera
Durante la sua carriera calcistica, Holt ha giocato per un certo numero di club non professionistici e professionistici, facendo quasi 100 presenze in campionato con il Nottingham Forest prima di firmare per Shrewsbury Town nel 2008, dove è diventato il miglior marcatore. Un anno dopo, ha firmato per il Norwich dove ha vinto il premio Norwich City Player of the Year in tre stagioni consecutive, aiutando il Norwich a promozioni consecutive, ed è diventato il sesto miglior marcatore della loro storia.
Dopo il suo ritiro dal calcio Holt è diventato un wrestler professionista, firmando con la World Association of Wrestling.

### Allenatore
Il primo lavoro da allenatore di Holt è stato al Barrow, dove ha agito come giocatore-allenatore per la stagione 2017-2018.
Nell'agosto 2018, Holt ha annunciato la fine della sua carriera da giocatore e ha accettato una posizione di allenatore con Norwich City, lavorando con la primavera del club.

## Statistiche

### Presenze e reti nei club
| Stagione                   | Squadra                    | Campionato                 | Campionato | Campionato | Coppe nazionali | Coppe nazionali | Coppe nazionali | Coppe continentali | Coppe continentali | Coppe continentali | Altre coppe | Altre coppe | Altre coppe | Totale | Totale |
| Stagione                   | Squadra                    | Comp                       | Pres       | Reti       | Comp            | Pres            | Reti            | Comp               | Pres               | Reti               | Comp        | Pres        | Reti        | Pres   | Reti   |
| -------------------------- | -------------------------- | -------------------------- | ---------- | ---------- | --------------- | --------------- | --------------- | ------------------ | ------------------ | ------------------ | ----------- | ----------- | ----------- | ------ | ------ |
| 2002-2003                  | Sheffield Wednesday        | FD                         | 7          | 1          | FACup+CdL       | 0+0             | 0               | -                  | -                  | -                  | -           | -           | -           | 7      | 1      |
| 2003-gen. 2004             | Sheffield Wednesday        | SD                         | 17         | 2          | FACup+CdL       | 2+1             | 1+0             | -                  | -                  | -                  | FLT         | 3           | 0           | 23     | 3      |
| Totale Sheffield Wednesday | Totale Sheffield Wednesday | Totale Sheffield Wednesday | 24         | 2          |                 | 3               | 1               |                    | -                  | -                  |             | 3           | 0           | 30     | 3      |
| gen.-giu. 2004             | Rochdale                   | TD                         | 14         | 2          | FACup+CdL       | -               | -               | -                  | -                  | -                  | FLT         | -           | -           | 14     | 3      |
| 2004-2005                  | Rochdale                   | FL2                        | 40         | 17         | FACup+CdL       | 3+1             | 5+1             | -                  | -                  | -                  | FLT         | 1           | 1           | 45     | 24     |
| 2005-gen. 2006             | Rochdale                   | FL2                        | 21         | 14         | FACup+CdL       | 1+1             | 0               | -                  | -                  | -                  | FLT         | 1           | 1           | 24     | 15     |
| Totale Rochdale            | Totale Rochdale            | Totale Rochdale            | 75         | 34         |                 | 7               | 6               |                    | -                  | -                  |             | 2           | 2           | 84     | 42     |
| gen.-giu. 2006             | Nottingham Forest          | FL1                        | 19         | 4          | FACup+CdL       | -               | -               | -                  | -                  | -                  | FLT         | -           | -           | 19     | 4      |
| 2006-2007                  | Nottingham Forest          | FL1                        | 45+1       | 14+0       | FACup+CdL       | 4+1             | 1+0             | -                  | -                  | -                  | FLT         | 3           | 3           | 54     | 18     |
| 2007-mar. 2008             | Nottingham Forest          | FL1                        | 32         | 3          | FACup+CdL       | 1+2             | 0               | -                  | -                  | -                  | FLT         | 0           | 0           | 35     | 3      |
| Totale Nottingham Forest   | Totale Nottingham Forest   | Totale Nottingham Forest   | 96+1       | 21+0       |                 | 8               | 1               |                    | -                  | -                  |             | 3           | 3           | 108    | 25     |
| mar.-giu. 2008             | Blackpool                  | FLC                        | 4          | 0          | FACup+CdL       | -               | -               | -                  | -                  | -                  | -           | -           | -           | 4      | 0      |
| 2008-2009                  | Shrewsbury Town            | FL1                        | 43+3       | 20+0       | FACup+CdL       | 1+1             | 1+0             | -                  | -                  | -                  | FLT         | 3           | 7           | 51     | 28     |
| 2009-2010                  | Norwich City               | FL1                        | 39         | 24         | FACup+CdL       | 2+2             | 3+3             | -                  | -                  | -                  | FLT         | 1           | 0           | 44     | 30     |
| 2010-2011                  | Norwich City               | FLC                        | 45         | 21         | FACup+CdL       | 1+2             | 0+2             | -                  | -                  | -                  | -           | -           | -           | 48     | 23     |
| 2011-2012                  | Norwich City               | PL                         | 36         | 15         | FACup+CdL       | 2+0             | 2               | -                  | -                  | -                  | -           | -           | -           | 38     | 17     |
| 2012-2013                  | Norwich City               | PL                         | 34         | 8          | FACup+CdL       | 1+3             | 0               | -                  | -                  | -                  | -           | -           | -           | 38     | 8      |
| Totale Norwich City        | Totale Norwich City        | Totale Norwich City        | 154        | 68         |                 | 13              | 10              |                    | -                  | -                  |             | 1           | 0           | 168    | 78     |
| Totale carriera            | Totale carriera            | Totale carriera            | -          | -          |                 | -               | -               |                    | -                  | -                  |             | -           | -           | -      | -      |

## Palmarès

### Club

#### Competizioni nazionali
- Northern Premier League President's Cup: 1

Barrow: 2001-2002
- Football League One: 1

Norwich City: 2009-2010
- Scottish Championship: 1

Hibernian: 2016-2017

### Individuale
- Capocannoniere della Football League Two: 1

2008-2009 (20 reti, alla pari con Jack Lester)
- Football League Two Player of the Year: 1

2008-2009